# Pak Kwang-ryong
Pak Kwang-ryong (27 de setembro de 1992) é um futebolista profissional norte-coreano que atua como atacante.

## Carreira
Pak Kwang-ryong representou a Seleção Norte-Coreana de Futebol na Copa da Ásia de 2015.